# Ludwig Zorgvliet
Ludwig Zorgvliet (Paramaribo, 2 juni 1938 — 12 februari 1997) was een Surinaams en Nederlands voetballer.
Zorgvliet kwam samen met ploeggenoot Paul Kogeldans in de zomer van 1957 over van de Surinaamse voetbalclub SV Voorwaarts naar VVV. Bij zijn officiële debuut op 26 december 1957 in de bekerwedstrijd tegen Tiglieja scoorde hij drie goals. Pas vijf maanden later, op 1 juni 1958, maakte de linksbinnen ook zijn competitiedebuut in een uitwedstrijd bij landskampioen DOS. In 1959 verliet hij de Venlose eredivisionist. Dankzij twee succesvolle seizoenen bij VV De Valk, waarmee hij in 1963 als topscorer met 17 doelpunten landelijk kampioen bij de zondagamateurs werd, wekte Zorgvliet weer de belangstelling van profclubs in binnen- en buitenland. Na een eenjarig verblijf bij de Belgische eersteklasser Beringen FC sloot hij in 1965 bij Lierse SK aan als de eerste buitenlandse contractspeler en zonder twijfel ook als de meest kleurrijke. Zorgvliet beschikte over een fenomenale techniek, een gave pass en scoorde alleen prachtdoelpunten, maar hij was ook erg wispelturig.
In 1968 vertrok Zorgvliet naar AA Gent waar hij een minder succesvolle periode kende. Hij veroorzaakte in november 1968 een verkeersongeval waarbij hij onder invloed zijn auto bestuurde. Hij werd direct in voorlopige hechtenis genomen. De rechtbank veroordeelde hem in januari 1969 tot een gevangenisstraf van twee maanden. 
Hij sloot zijn spelersloopbaan af in de lagere reeksen bij Excelsior Moeskroen, waar hij nog drie jaar speelde.

## Profstatistieken
| Seizoen | Club        | Land      | Competitie    | Duels | Goals |
| ------- | ----------- | --------- | ------------- | ----- | ----- |
| 1957/58 | VVV         | Nederland | Eredivisie    | 2     | 0     |
| 1958/59 | VVV         | Nederland | Eredivisie    | 9     | 2     |
| 1964/65 | Beringen FC | België    | Eerste klasse | 26    | 11    |
| 1965/66 | Lierse SK   | België    | Eerste klasse | 26    | 7     |
| 1966/67 | Lierse SK   | België    | Eerste klasse | 26    | 10    |
| 1967/68 | Lierse SK   | België    | Eerste klasse | 28    | 15    |
| 1968/69 | AA Gent     | België    | Eerste klasse | 18    | 5     |
| 1969/70 | AA Gent     | België    | Eerste klasse | 5     | 1     |
| Totaal  | Totaal      | Totaal    | Totaal        | 140   | 51    |